# 愛知万博の交通
愛知万博の交通（あいちばんぱくのこうつう）では、2005年日本国際博覧会（愛知万博、愛・地球博）会場内相互間、ないしは万博会場へのアクセスの役割を果たした交通機関について記す。

## 会場内の交通

### ゴンドラ
- モリゾー・ゴンドラ（無料）
  - 長久手会場の企業パビリオンゾーンBと瀬戸会場の市民パビリオンを結んでいた。行程2kmで8人乗り。途中に住宅地の付近を通る箇所があり、住民のプライバシー保護のため、ウムガラスというガラスを利用して、この付近を通過する時（約2分間）はゴンドラ全体のガラスが白く曇り、外が見えなくなるようにしてあった。期間中約336万人を輸送した。
- キッコロ・ゴンドラ（有料、片道600円）
  - 長久手会場の北にある企業パビリオンゾーンBと南にあるグローバル・コモン4を結んでいた。行程1kmで8人乗り。期間中約434万人を輸送した。

### バス
- IMTS（愛・地球博線）
  - 長久手会場内の駅（北ゲート・西ゲート・EXPOドーム）とモリコロメッセの前にあるメッセ前バス停の4か所を結んでいた。車両は天然ガスを燃料とした大型低公害バスを使用（2005年日本国際博覧会協会IMTS-00系気動車も参照）。本線である北ゲート - EXPOドーム間では2 - 3台の編成を組んで専用路を自動運転で、支線となる西ゲート - メッセ前間では通常道路を運転手による運転で運行していた。自動運転区間では運転手など人の手を必要としないため、運転席にモリゾー、助手席にキッコロのぬいぐるみが置かれていることが多かった。運行期間中には停車駅に到着しても停車位置が3cm程度ずれていただけでドアが開かなかったりする人為的な設定ミスもみられた。なお、専用路走行区間は第1種鉄道事業許可を受けた鉄道扱いで、通常道路走行区間はバス扱いだった。期間中約179万人を輸送した。また、万博開会期間中に専用路走行区間を救急車が走行したことがある。
- 会場間燃料電池バス（FCHV-BUS・無料）
  - 長久手会場と瀬戸会場を結んでいた。行程4.4km。燃料電池とニッケル水素電池を動力源とし、排気ガスの代わりに水を出す環境配慮型ハイブリッドバス。燃料の水素タンクを屋根に持つ。空調効率を上げるため、窓をマジックミラー型の特殊ラッピングフィルムで覆っている。一般道（グリーンロード）を走行するために会場の端に停車場があり、その場所が分かりづらかったためか、モリゾー・ゴンドラより待ち時間が短いことが多かった。また、混雑時などはゴンドラと違って発着予定時間を無視した運行をするなど柔軟な運用がされた。ケロケ郎という水の妖精をキャラクターに持ち、走行中に『空からの使者 ケロケ郎』というアニメーションが車内ディスプレイで放映された。このアニメーションは、バスが出発してから目的地に到着するまでの10分程度で終わるように製作されていた。混雑時には一般バスによる臨時運転も行われ、期間中約100万人を輸送した。ちなみにケロケ郎は『あまつぶ いっぴき くものうえ』（いぐちゆうた／さく、すぎやまゆき／え）という絵本が発売されている。
  - 閉幕後は2006年に1台が知多乗合に貸し出されて路線バスとして（2009年終了）、2台が中部スカイサポート（2007年4月からはANAグランドサービス中部）に貸し出されて中部国際空港内のランプバスとして活躍しており、更に2010年10月から2012年11月までは名鉄バスに1台が貸与され、とよたおいでんバス豊田東環状線で活躍した。2010年12月16日から2013年9月12日までは、2台が東京空港交通に貸し出されて羽田空港と新宿駅・東京シティエアターミナルを結ぶ東京空港交通のリムジンバスにおいて実証実験が行われた（2013年終了、1台は2011年に返却）。また、2012年10月より関西国際空港内のエアロプラザから第二ターミナルビルを結ぶシャトルバスにも導入されている。トヨタ自動車に返却された車両は試乗車として自動車や環境、燃料電池関連のイベントに登場することがある。なお瀬戸会場のバスターミナルに設置された水素ガス充填設備：水素ステーションは中部国際空港近隣に移設のうえ再稼働している。

### グローバル・トラム
グローバル・ループ上に設けられた4つの停留所を結んでいた電気自動車。5編成が運行されていた。歩行者と同じくらいの速度（時速5km）で走行し、係員が露払いのように車両の前を歩いてグローバル・ループ上の人々を避けさせ、グローバル・トラムを先導していた。開幕前からグローバル・ループの床を車輪で傷付ける問題が発生しており、グローバル・ループの中央部分を鉄板などで補強したりしなければならなくなった。また、入場者数が多い時はループ上の混雑のため運行不能となり、運休したこともあった。運営は日本通運が行った。期間中約110万人を輸送した。博覧会終了後、車両はナガシマスパーランドに譲渡され、ナガシマリゾートトラムとして運行された。その後、さらに一部が再譲渡され、山口県の錦川鉄道で2編成が2009年9月19日から「とことこトレイン」として運行、1編成が平城遷都1300年祭会場で「ハートフルトラム」として運行されている。

### 自転車タクシー
グローバル・ループ上を走った電動アシスト自転車のタクシー。ブリヂストンサイクル製のTYPE-B、ナショナル自転車工業製のTYPE-N、ヤマハ発動機製のTYPE-Y、ドイツ・ベロタクシー社製のTYPE-Vの4種類が存在した。定員は全車大人2名（小学生以下の子供を含む場合は3名）であり、最大で同時に20台（9月は22台）が運行した。料金は1区間大人300円、小人200円（身障者と同乗する介助者は大人200円、小人100円）。「タクシー」と付いているが、停留所以外での乗降はできなかった。グローバル・ループ上の北ゲート、コモン1、コモン3、西ゲートの4停留所を、右回りで1区間を約10分で結んだ。ドライバーとの距離が近いフレンドリーさが特徴で、乗車中会場のガイドを行ったり、リピーターとパビリオンや会場内の食べ物などの話題で意気投合することもよく見られた。運営はNPO法人環境共生都市推進協会 (VELOTAXI JAPAN)。期間中約32万人を輸送した。

## 会場への交通

### 鉄道
会場へのアクセスのため、名古屋市名東区にある名古屋市営地下鉄東山線の終点藤が丘駅から豊田市にある愛知環状鉄道線万博八草駅までの間に、HSST方式による日本初の磁気浮上式鉄道（リニアモーターカー）の常設実用路線として東部丘陵線（リニモ）が博覧会開幕前の2005年3月6日に開業し、同線の万博会場駅が長久手会場の最寄駅となった。しかし、編成が3両と短く、混雑するため、40分から60分程乗車待ちしないと乗れない場合があった。特に、帰りの時間帯となれば藤が丘方面へ向かう客の長い列ができた。それに比べて八草方面へ向かう客の列は短かったため、一部の外国人スタッフや来場者は「一旦、万博会場駅から八草行き電車に乗車し、1駅先の陶磁資料館南駅で下車。そこから藤が丘行き電車に乗り継いで藤が丘方面へ折り返す」といった方法をとることで混雑を回避していた（ただしこの手法には万博会場駅-陶磁資料館南駅間の有効な往復乗車券が必要なため、乗車券確認を行う駅員がホーム上に臨時配置されることもあった）。なお、リニモの「万博会場駅」と「万博八草駅」は博覧会終了後の2006年4月1日に万博会場駅が愛・地球博記念公園駅に、万博八草駅が八草駅にそれぞれ改称された。リニモは、愛知万博での実績が認められて台湾でも採用されることになったが、実際には建設されていない。
また、もう一つのアクセス拠点として愛知環状鉄道線の八草駅が、2004年10月10日から2005年9月30日までの間、「万博八草駅」と一時名称変更され（リニモの同駅は開業時から万博八草駅）、長久手会場（混雑日のみ）と瀬戸会場へのシャトルバスが運行されたほか、万博期間中にJR名古屋駅からJR中央線高蔵寺駅・愛知環状鉄道線経由で万博八草駅へ直通する臨時列車「エキスポシャトル」が運転された。この直通運転を機に、閉幕後の2005年10月1日に行われたダイヤ改正以降も継続して直通運転が行われている（エキスポシャトルとは違い、愛環線内も各駅停車）。
日本国際博覧会協会では、名古屋駅から鉄道で会場へ向かう場合には、「エキスポシャトル」の利用を推奨していた。JRでも、このコースを利用する割引乗車券「愛知万博往復きっぷ」を発売した。しかし、空いていることが知られるようになってからは「エキスポシャトル」も混雑するようになった。なお、万博開催期間中は長野方面とのアクセスを便利にするために、高蔵寺駅に一部の特急「しなの」が特別停車していた。
参照
- 電車・バスでご来場の方々へ

### バス
次の駅から長久手会場東ゲートまたは北ゲートのシャトルバスのりばへのシャトルバスが運行された。これらは万博八草駅発着便を除き、JRの駅などで発売されていた「愛知万博往復きっぷ」など往復乗車券での乗車ができなかった。なお、ほぼすべてのバスでホイール部分に回転しない広告が掲載されており、小さな動くパビリオンの一つともなっていた。期間中はリニモに代わる交通機関の一つであり、リニモに比べ人気面で劣ることから比較的席が確保しやすいという側面もあった。
- 名古屋駅（名鉄バスセンター）（名鉄バス・名古屋遊覧バス・名古屋観光日急）
- 尾張瀬戸駅（名鉄バス）
- 黒笹駅（名古屋観光日急）
- 藤が丘駅（交通局藤が丘工場）（名古屋市交通局）※リニモ混雑時のみ運行
- 万博八草駅（名古屋市交通局他、三重交通の車も充当されたことがあった）※混雑時のみ運行

※万博八草駅からは常時、瀬戸会場へのシャトルバスを運行した。
また、関東・中部・近畿各圏内から万博会場方面へ連絡バスが出ていた。
愛知県方面
- 瀬戸市（瀬戸蔵前）（せとやきもの世界大交流周回バス）
- 豊橋駅（豊橋鉄道）
- 名鉄一宮駅（名鉄西部観光バス）
- 大口町役場（犬山駅経由）（同上）
- 東岡崎駅（名鉄東部観光バス）
- 蒲郡駅（同上）
- 河和駅（半田市経由）（知多乗合かもめツアー）
- 常滑駅（太田川駅、大府市経由）（同上）

岐阜県方面
- 岐阜市内
  - 岐阜グランドホテル（岐阜乗合自動車）
  - 新岐阜バスセンター（同上）
- 各務原市役所前（同上）
- 美濃市駅（同上）
- 大垣市（西濃総合庁舎：大垣駅・岐阜羽島駅経由）（名阪近鉄バス）
- 美濃太田駅（東濃鉄道）
- 中津川駅（同上）
- 飛騨古川駅（高山駅・下呂駅経由）（濃飛バス）
- 高山駅（同上）

三重県方面
- 伊勢市（津市・四日市市・桑名市経由）（三重交通）

静岡県方面
- 磐田市（見付バンビ駐車場：浜松駅経由）（遠州鉄道）
- 掛川駅（さくら交通）
- 浜松市内
  - 浜松グランドホテル（ラビット急行）
  - 舘山寺温泉（遠州鉄道）
- 芝川町（瀬戸島車庫：富士宮駅・富士IC経由）（山交タウンコーチ）

山梨県方面
- 甲府駅（韮崎駅経由）（山梨交通）

長野県方面
- 長野駅（アルピコハイランドバス）
- 茅野駅（同上）
- 豊科町（現：安曇野市）（安曇野スイス村）（同上）
- 辰野町（伊那バス辰野営業所：伊那市・駒ヶ根市経由）（伊那バス）

福井県方面
- 福井京福バスターミナル（京福バス・福井鉄道）

新潟県方面
- 新潟万代シテイバスセンター（新潟交通観光バス）

東京都方面
- 新宿駅
  - ※万博会場行きは直接万博会場にはアクセスしなかった。

大阪府方面
- 大阪市内
  - 大阪駅（西日本JRバス・名阪近鉄バス）
  - 阪急梅田駅（千里ニュータウン・名神高槻BS経由）（阪急バス）
  - あべの橋（天王寺）（OCAT・大阪駅（東梅田）経由）（近鉄バス）
  - 難波駅（南海バス）
  - 大阪南港フェリーターミナル（新大阪駅経由）（国際興業バス）

奈良県方面
- 近鉄奈良駅（奈良交通ビューティフルツアー）
- 生駒駅（同上）
- 忍海バスセンター（八木駅経由）（同上）
- 近鉄五位堂駅（同上）

京都府方面
- 京阪宇治（JR宇治・近鉄大久保・松井山手駅・樟葉駅経由）（京阪宇治バス）

兵庫県方面
- 三ノ宮駅（神姫バス）

岡山県方面
- 倉敷駅（岡山駅経由）（両備バス）
  - ※チボリ号の延長運転だった。

その他、旅行会社主催による各地からのツアーバスも運行された。

### 乗用車
万博会場には交通渋滞の緩和から身体障害者（車椅子）用を除き、一般駐車場が存在しなかったため、会場周辺にある専用駐車場に車を止め、シャトルバス（無料）に乗り換えるパークアンドライドを実施した。なお、万博専用駐車場は次の場所に設置されていた。
- 名古屋飛行場
- 尾張旭（愛知県道208号上半田川名古屋線沿い）
- 長久手（名古屋瀬戸道路・長久手IC付近）
- ながくて南（愛知県道57号瀬戸大府東海線沿い）
- 三好（東名高速道路・東名三好IC付近）
- 藤岡（東海環状自動車道・豊田藤岡IC付近）

これら以外にも会場近くに民間の駐車場があったが、博覧会協会はその利用を推奨しなかった。また、会場周辺3km圏内は幹線道路を除き自家用車は通行禁止となっていた。

### 航空
中部国際空港（セントレア）が開幕に先立って開港し、そこから金山駅経由で先述の「エキスポシャトル」に乗車して来場するように呼びかけていた。